# Гришино (Чеховский район)
Гришино — (до 24 июня 2005 года Гришенки) деревня в Чеховском районе Московской области, в составе муниципального образования сельское поселение Стремиловское (до 28 февраля 2005 года входила в состав Стремиловского сельского округа), деревня связана автобусным сообщением с райцентром и соседними населёнными пунктами.

## Население
| 2002 | 2006  | 2010 |
| ---- | ----- | ---- |
| 1098 | ↘1086 | ↘4   |

## География
Гришино расположено примерно в 18 км на запад от Чехова, на безымянной речке, правом притоке реки Бобровка (правый приток Лопасни), недалеко от границы с Троицким административным округом, высота центра деревни над уровнем моря — 196 м. На 2016 год в Гришино зарегистрировано 2 садовых товарищества.